# Faeröers voetbalelftal in 1992
Het Faeröers voetbalelftal speelde in totaal zeven interlands in het jaar 1992, waaronder vijf duels in de kwalificatiereeks voor het WK voetbal 1994 in de Verenigde Staten. De nationale selectie stond voor het vierde opeenvolgende jaar onder leiding van de IJslandse bondscoach Páll Guðlaugsson.

## Balans
| Wedstrijden | Wedstrijden | Wedstrijden | Wedstrijden | Doelpunten | Doelpunten | Doelpunten | Punten |
| Gespeeld    | Winst       | Gelijk      | Verlies     | Voor       | Tegen      | Saldo      | Punten |
| ----------- | ----------- | ----------- | ----------- | ---------- | ---------- | ---------- | ------ |
| 7           | 0           | 1           | 6           | 1          | 25         | –24        | 0.143  |

## Interlands
|                                                         | |       |         |                                                                                        |
| 6 mei WK-kwalificatie № 14 «onderlinge duels» 18:00 uur | Roemenië | 7 – 0 | Faeröer | Stadionul Steaua, Boekarest Toeschouwers: 10.000 Scheidsrechter: Vasilis Nikakis (GRE) |
| 6 mei WK-kwalificatie № 14 «onderlinge duels» 18:00 uur | Gavril Balint 3' Gheorghe Hagi 15' Marius Lăcătuș 28' (pen.) Gavril Balint 39' Ioan Lupescu 45' Costel Pană 56' Gavril Balint 78' |       |         | Stadionul Steaua, Boekarest Toeschouwers: 10.000 Scheidsrechter: Vasilis Nikakis (GRE) |

|                                                            |                                    |       |         |                                                                             |
| 13 mei Vriendschappelijk № 15 «onderlinge duels» 20:00 uur | Noorwegen                          | 2 – 0 | Faeröer | Ullevaal Stadion, Oslo Toeschouwers: 4.165 Scheidsrechter: Ilkka Koho (FIN) |
| 13 mei Vriendschappelijk № 15 «onderlinge duels» 20:00 uur | Gøran Sørloth 40' Lars Bohinen 63' |       |         | Ullevaal Stadion, Oslo Toeschouwers: 4.165 Scheidsrechter: Ilkka Koho (FIN) |

|                                                          |         |                                                       |        |                                                                              |
| 3 juni WK-kwalificatie № 16 «onderlinge duels» 20:00 uur | Faeröer | 0 – 3                                                 | België | Svangaskarð, Toftir Toeschouwers: 5.156 Scheidsrechter: Leslie Mottram (SCO) |
| 3 juni WK-kwalificatie № 16 «onderlinge duels» 20:00 uur |         | 29' Philippe Albert 65' Marc Wilmots 71' Marc Wilmots |        | Svangaskarð, Toftir Toeschouwers: 5.156 Scheidsrechter: Leslie Mottram (SCO) |

|                                                           |         |                                                 |        |                                                                             |
| 16 juni WK-kwalificatie № 17 «onderlinge duels» 20:00 uur | Faeröer | 0 – 2                                           | Cyprus | Svangaskarð, Toftir Toeschouwers: 4.500 Scheidsrechter: Leslie Irvine (NIR) |
| 16 juni WK-kwalificatie № 17 «onderlinge duels» 20:00 uur |         | 30' Andreas Sotiriou 52' Nikodimos Papavasiliou |        | Svangaskarð, Toftir Toeschouwers: 4.500 Scheidsrechter: Leslie Irvine (NIR) |

|                                                                |                   |       |               |                                                                            |
| 5 augustus Vriendschappelijk № 18 «onderlinge duels» 20:00 uur | Faeröer           | 1 – 1 | Israël        | Svangaskarð, Toftir Toeschouwers: 400 Scheidsrechter: Kaj Østergaard (DEN) |
| 5 augustus Vriendschappelijk № 18 «onderlinge duels» 20:00 uur | Kári Reynheim 35' |       | 52' Tal Banin | Svangaskarð, Toftir Toeschouwers: 400 Scheidsrechter: Kaj Østergaard (DEN) |

|                                                               |                                                                                              |       |         |                                                                                     |
| 9 september WK-kwalificatie № 19 «onderlinge duels» 19:30 uur | Wales                                                                                        | 6 – 0 | Faeröer | Cardiff Arms Park, Cardiff Toeschouwers: 7.000 Scheidsrechter: Jorge Monteiro (POR) |
| 9 september WK-kwalificatie № 19 «onderlinge duels» 19:30 uur | Ian Rush 5' Dean Saunders 28' Mark Bowen 37' Ian Rush 64' Clayton Blackmore 71' Ian Rush 89' |       |         | Cardiff Arms Park, Cardiff Toeschouwers: 7.000 Scheidsrechter: Jorge Monteiro (POR) |

|                                                                |                                                                              |       |         |                                                                                  |
| 23 september WK-kwalificatie № 20 «onderlinge duels» 16:00 uur | Tsjecho-Slowakije                                                            | 4 – 0 | Faeröer | Všešportový Areál, Košice Toeschouwers: 16.278 Scheidsrechter: Ahmet Çakar (TUR) |
| 23 september WK-kwalificatie № 20 «onderlinge duels» 16:00 uur | Václav Němeček 23' Pavel Kuka 84' Pavel Kuka 86' Peter Dubovský 90+1' (pen.) |       |         | Všešportový Areál, Košice Toeschouwers: 16.278 Scheidsrechter: Ahmet Çakar (TUR) |

## Statistieken
| Jens Martin Knudsen  | 1967-06-11 | GÍ Gøta            | 4 | 0 | 0 | 17 | 0 |
| Kaj Leo Johannesen   | 1964-08-28 | HB Tórshavn        | 3 | 0 | 0 | 4  | 0 |
| Verdediging          |            |                    |   |   |   |    |   |
| Tummas Eli Hansen    | 1966-02-11 | B36 Tórshavn       | 7 | 0 | 0 | 18 | 0 |
| Jóannes Jakobsen     | 1961-08-25 | VB Vágur           | 7 | 0 | 0 | 19 | 0 |
| Alvi Justinussen     | 1968-12-06 | GÍ Gøta            | 5 | 1 | 0 | 6  | 0 |
| Jan Dam              | 1968-09-07 | HB Tórshavn        | 5 | 0 | 0 | 15 | 1 |
| Mikkjal Danielsen    | 1960-05-16 | MB Miðvágur        | 4 | 1 | 0 | 17 | 0 |
| Óli Johannesen       | 1972-05-06 | TB Tvøroyri        | 1 | 1 | 0 | 2  | 0 |
| Oluf Mortensen       | 1967-09-15 | TB Tvøroyri        | 0 | 1 | 0 | 1  | 0 |
| Jákup Eli Olsen      | 1972-10-02 | B68 Toftir         | 0 | 1 | 0 | 1  | 0 |
| Middenveld           |            |                    |   |   |   |    |   |
| Allan Mørkøre        | 1971-11-22 | KÍ Klaksvík        | 6 | 1 | 0 | 14 | 1 |
| Torkil Nielsen       | 1964-01-26 | 07 Vestur Sørvágur | 3 | 1 | 0 | 14 | 2 |
| Abraham Hansen       | 1959-06-16 | ÍF Fuglafjørður    | 3 | 0 | 0 | 16 | 0 |
| Jákup Símun Simonsen | 1966-02-17 | B36 Tórshavn       | 3 | 0 | 0 | 5  | 0 |
| Øssur Hansen         | 1971-01-07 | B68 Toftir         | 2 | 2 | 0 | 4  | 0 |
| Magni Jarnskor       | 1968-11-16 | GÍ Gøta            | 1 | 1 | 0 | 8  | 0 |
| John Hansen          | 1974-03-16 | KÍ Klaksvík        | 1 | 0 | 0 | 1  | 0 |
| Jens Erik Rasmussen  | 1968-06-02 | HB Tórshavn        | 1 | 0 | 0 | 6  | 0 |
| Harley Bertholdsen   | 1969-03-10 | KÍ Klaksvík        | 0 | 1 | 0 | 1  | 0 |
| Aanval               |            |                    |   |   |   |    |   |
| Kári Reynheim        | 1964-02-15 | B36 Tórshavn       | 7 | 0 | 1 | 20 | 2 |
| Todi Jónsson         | 1972-02-02 | KÍ Klaksvík        | 6 | 1 | 0 | 11 | 1 |
| Jan Allan Müller     | 1969-07-25 | VB Vágur           | 6 | 0 | 0 | 13 | 0 |
| Uni Arge             | 1971-01-21 | HB Tórshavn        | 1 | 1 | 0 | 2  | 0 |
| Jón Johannesen       | 1968-08-10 | TB Tvøroyri        | 1 | 0 | 0 | 1  | 0 |
| Kurt Mørkøre         | 1969-02-02 | KÍ Klaksvík        | 1 | 0 | 0 | 12 | 1 |
| Torbjørn Jensen      | 1965-08-17 | B71 Sandur         | 0 | 2 | 0 | 2  | 0 |
| Pól Joensen          | 1967-08-21 | TB Tvøroyri        | 0 | 1 | 0 | 1  | 0 |

FSF · A-internationals · Statistieken · Bondscoaches · Faeröers vrouwenelftal · Faeröer U21 · Faeröer U20 · Faeröer U19 · Faeröer U18 · Faeröer U17 · Faeröer U16
1980 – 1989 ·
1990 – 1999 ·
2000 – 2009 ·
2010 – 2019 ·
2020 – 2029
1988 · 
1989 · 
1990 ·
1991 · 
1992 · 
1993 · 
1994 · 
1995 · 
1996 · 
1997 · 
1998 · 
1999 · 
2000 · 
2001 · 
2002 · 
2003 · 
2004 · 
2005 · 
2006 · 
2007 · 
2008 · 
2009 · 
2010 · 
2011 · 
2012 · 
2013 · 
2014 · 
2015 · 
2016 ·
2017 ·
2018 ·
2019 ·
2020 ·
2021 ·
2022 ·
2023 ·
2024
Albanië ·
Andorra ·
Armenië ·
Azerbeidzjan ·
België ·
Bosnië en Herzegovina ·
Canada ·
Cyprus ·
Denemarken ·
Duitsland ·
Estland ·
Finland ·
Frankrijk ·
Georgië ·
Gibraltar ·
Griekenland ·
Hongarije ·
Ierland ·
IJsland ·
Israël ·
Italië ·
Joegoslavië ·
Kazachstan ·
Kosovo ·
Letland · 
Liechtenstein ·
Litouwen ·
Luxemburg ·
Malta ·
Moldavië ·
Nederland ·
Noord-Ierland ·
Noord-Macedonië ·
Noorwegen ·
Oekraïne ·
Oostenrijk ·
Polen ·
Portugal ·
Roemenië ·
Rusland ·
San Marino ·
Schotland ·
Servië ·
Servië en Montenegro · 
Slovenië ·
Slowakije ·
Spanje ·
Thailand ·
Tsjechië ·
Tsjecho-Slowakije ·
Turkije ·
Wales ·
Zweden ·
Zwitserland